# 38 Leda
Leda /ˈliːdə/ (định danh hành tinh vi hình: 38 Leda) là một tiểu hành tinh lớn và tối ở vành đai chính. Tiểu hành tinh này do nhà thiên văn học người Pháp Jean Chacornac phát hiện ngày 12 tháng 01 năm 1856 và được đặt theo tên Leda, mẹ của Helen thành Troy trong thần thoại Hy Lạp.